# Acrocera obscura
Acrocera obscura is een vliegensoort uit de familie van de spinvliegen (Acroceridae). De wetenschappelijke naam van de soort is voor het eerst geldig gepubliceerd in 1929 door Gil Collado.